# Rudi Murmann
Rudi Murmann (* 31. Januar 1947 in Karlsruhe) ist ein ehemaliger deutscher Fußballspieler und Fußballtrainer. Der Defensivspieler hat in der Fußball-Regionalliga Südwest beziehungsweise Regionalliga Süd von 1966 bis 1973 für die Vereine FK Pirmasens und SSV Reutlingen insgesamt 159 Ligaspiele absolviert und vier Tore erzielt. In der Saison 1974/75 kamen in der 2. Fußball-Bundesliga mit dem Aufsteiger Reutlingen noch 37 Ligaeinsätze hinzu.

## Laufbahn

### Anfänge, Pirmasens und Forst, bis 1969
Aufgewachsen ist Rudi Murmann in Blankenloch, nicht weit von Karlsruhe gelegen, wo er schon mit sechs Jahren dem Sportverein Blankenloch beitrat – beim SV Blankenloch begann auch die Karriere von Kurt Sommerlatt – und dort bis zu seinem 18. Lebensjahr kickte. Schon bald wurden größere Vereine auf den spritzigen, schnellen Defensivspieler aufmerksam, der sich wie ein Terrier in seine Aufgaben verbeißen konnte. Der FK Pirmasens holte ihn in seine Amateurmannschaft, in der er ein Jahr spielte, um dann zur Saison 1966/67 in den Vertragsspielerkader der Regionalligaelf des FKP aufgenommen zu werden. Der gelernte Starkstromelektriker gab beim amtierenden Südwestmeister am 7. November 1966, bei einer 0:1-Auswärtsniederlage bei Röchling Völklingen, unter Trainer Kurt Sommerlatt sein Debüt in der Regionalliga Südwest. Er lief in Völklingen an der Seite von Mitspielern wie Torhüter Peter Jann, Abwehrchef Alois Herbrik und der gleichaltrigen Offensivhoffnung Dieter Weinkauff auf. Der ebenfalls aus dem Karlsruher Umfeld stammende Mittelfeldspieler Roland Weida pausierte an diesem Spieltag. Am Rundenende hatte Murmann elf Ligaspiele bestritten und der Titelverteidiger hatte den 6. Rang belegt. Unter Sommerlatt-Nachfolger Helmut Schneider kamen 1967/68 weitere elf Regionalligaspiele hinzu, dann unterbrach aber sein Einzug zur Bundeswehr seine Vertragsspielerlaufbahn. Durch seinen Standort in Bruchsal, nah bei Blankenloch gelegen, fand er zum FC Germania Forst, welcher in der 1. Amateurliga Nordbaden spielte. Er gehörte sofort zu den Leistungsträgern neben der Germania-Legende Adolf Luft und gewann mit Forst die Meisterschaft in der Saison 1968/69. An den Spielen in der Aufstiegsrunde zur Regionalliga Süd gegen den VfR Heilbronn, VfB Friedrichshafen und SV Waldkirch konnte er aber aus vertragsrechtlichen Gründen nicht teilnehmen. Im Februar 1969 hatte er noch mit der Auswahl von Baden unter Trainer Herbert Widmayer im Länderpokalwettbewerb beim 2:0-Erfolg gegen die favorisierte Auswahl von Mittelrhein mitgewirkt, wo in der Offensive mit Helmut Bergfelder, Willi Zander, Franz-Josef Nacken, Werner Thelen und Paul Alger bekannte Angreifer im Einsatz gewesen waren. Zur Saison 1969/70 hatte er einen Vertrag beim Süd-Regionalligisten SSV Reutlingen unterschrieben und kehrte damit wieder in das Vertragsspielerlager zurück.

### Reutlingen, ab 1969 bis 1976
Murmanns große Stärke war in Reutlingen sein blitzschneller Vorstoß aus dem Verteidigungsraum bis in den Sturm und da funkte es dann, wenn er vor dem gegnerischen Strafraum auftauchte. Er war vier Jahre durchgehend Stammspieler in der Mannschaft vom Stadion an der Kreuzeiche, und das unter vier verschiedenen Trainern. Er begann 1969/70 – wie auch der weitere Neuzugang Hans Eippert – unter Werner Roth, der wurde von Pál Csernai abgelöst, dieser von Willibald Hahn und in der vierten Saison, 1972/73, setzte sich Murmann mit Milovan Beljin auseinander.
Sportlich kam Murmann mit dem SSV nicht über den 10. Rang in der Saison 1971/72 hinaus, in seiner vierten Runde ging es sogar runter auf den 17. Rang und damit zum Abstieg in die Amateurklasse. Unter Trainer Beljin konnte er mit Mitspielern wie Wolfgang Haug, Hans Hauser, Günther Kasperski, Rolf Thommes, Bernd Dirscherl, Robert Lühr, Heinz Schimmel, Klaus Vöhringer und Franz Wolny den Abstieg nicht verhindern.
Murmann ging mit Reutlingen runter in die Amateurliga Schwarzwald-Bodensee und erreichte mit dem Absteiger in der Saison 1973/74 die Vizemeisterschaft. Er konnte mit seinen Reutlingern an der Endrunde um die Deutsche Amateurmeisterschaft 1974 teilnehmen und zog in das Endspiel ein. Im Wiederholungsspiel des Endspiels gegen den VfB 06/08 Remscheid verwandelte der zurückgekehrte Hans Eippert den entscheidenden Elfmeter zum 2:1-Endstand, durch den der SSV Reutlingen erstmals Deutscher Amateurmeister wurde. In der Abwehr agierte der SSV zumeist in der Besetzung mit Torhüter Rolf Kirsch und den Defensivakteuren Werner Strunk, Murmann, Hans Düren und Bernd Dirscherl. In der anschließenden Saison qualifizierte sich Murmann mit dem SSV Reutlingen als Meister der 1. Amateurliga Schwarzwald-Bodensee für die Aufstiegsrunde zur 2. Bundesliga. Dort sicherte er sich durch fünf Siege in sechs Gruppenspielen mit Reutlingen den Aufstieg in den Profifußball.
In der Saison 1975/76 waren Murmann und Kollegen aber nicht konkurrenzfähig: Nach 38 Rundenspielen stieg Reutlingen mit 13:63 Punkten umgehend wieder in das Amateurlager ab. Indiskutable 6:32 Heimpunkte mit einem negativen Torverhältnis von 18:48 zeigten die eindeutige Überforderung an. Murmann hatte unter den Trainern Rudolf Schießl (bis Oktober 1975) und Fred Hoffmann nur in einem der 38 Rundenspiele gefehlt. Nachdem der SSV abgestiegen war, beendete er nach dem erneuten Gewinn der Schwarzwald-Bodensee-Meisterschaft in der Saison 1976/77 und der folgenden erfolglosen Aufstiegsrunde seine Spielerkarriere.
Nach seiner aktiven Karriere war Murmann für den TSV Pliezhausen und den FC Reutlingen als Trainer tätig. Danach wurde er in der Saison 1983/84 Interimstrainer der ersten Mannschaft des SSV Reutlingen 05, der damals nach dem Abstieg aus der Oberliga in der vorigen Saison in der Verbandsliga Württemberg antrat.